# Oliver Gannon
Oliver Gannon es un guitarrista canadiense de jazz.

## Biografía
Hijo del pianista de Jazz irlandés Joe Gannon, Oliver comenzó a tocar la guitarra con 20 años, cuando su familia se trasladó a Winnipeg desde su Dublín natal en 1957. Estudió composición y arreglos en el prestigioso Berklee College of Music, de 1964 a 1969. De vuelta a Canadá Oliver se estableció en Vancouver, donde pronto se convirtió en un destacado músico de sesión.
En 1970 fundó el grupo de fusión Pacific Salt, y en 1975 comenzó a trabajar con el saxofonista Fraser MacPherson, con quien establecería una larga relación profesional de más de 20 años. Desde entonces ha participado en una infinidad de agrupaciones de la zona de Vancouver y ha tocado en la mayoría de Festivales más importantes del mundo: Montreux Jazz Festival (1979); North Sea Jazz Festival (1979); Concord Jazz Festival (1981); Montreal Jazz Festival (1982, 1984, 1995, 1997); Toronto Jazz Festival (1986, 1989, 1995, 1998). También ha realizado tres tours en Rusia con el cuarteto de Fraser MacPherson Quartet, en 1978, 1984 and 1986 respectivamente. En 1982 recibe el Juno Award al mejor álbum, y en 2002 recibe es nombrado como "Mejor Guitarrista de Jazz del Año" en los National Jazz Awards de Canadá. La intensa actividad que ha desarrollado en su país le ha llevado a granjearse el apodo del "Rey de la Guitarra de Jazz Canadiense".
Actualmente Oliver Gannon continua su actividad como músico en la zona de Vancouver además de producir contenido musical y desarrollar software para PG Music, la empresa que desarrolla la aplicación musical Band in a box de la que Oliver es cofundador junto a su hermano Peter.
Oliver tiene dos hermanos, Bill y Peter, y tres hermanas, Brenda, Shivon, y Germaine. Está casado con Patty Hervey, una cantante y bajista profesional, con la que tiene dos hijos, David and Nicole.

## Estilo
Gannon es conocido por el estilo orquestal de acompañamiento que ha desarrollado en sus colaboraciones con MacPherson, pero también por sus raíces fuertemente bop que dejan entrever sus (admitidas) influencias de Barney Kessel y Wes Montgomery

## Discografía

### Como Solista
- 1972 Oliver Gannon, Oliver Gannon (CBC LM216)
- 2002 Oliver Gannon Quartet: Live at The Cellar (Cellar Live)
- 2004 Oliver Gannon, That's what (Cellar Live

### Como Sideman
- 1970 Dave Robbins, Dave Robins Band CBC LM89)
- 1971: Pacific Salt, Pacifica Salt (Country detour Music Service Canada (no #))
- 1972: Pacific Salt, Pacific Salt (CBC LM194)
- 1973: Pacific Salt, Pacific Salt (Gramophone G1002)
- 1973: Don Clark, Don Clark (CBC LM318)
- 1975: Don Clark, Don Clark Ragtime Band (CBC LM430)
- 1975: Fraser MacPherson, West End 101 (reissued Concord Jazz CJ92)
- 1976: Ian McDougall, Three (Energy E464)
- 1980: Fred Stride, First time out (Last Time Out LTO-030)
- 1980: Fraser MacPherson, I didn't know about you (Sackville 4009)
- 1981: Karen Young, Karen Young (Radio Canada Int. RCI528)
- 1983: Fraser MacPherson, Indian Summer (Concord Jazz CJ224)
- 1987: Fraser MacPherson, Honey and spice (Justin Time JUST23, JUST23-2)
- 1989: Charles Mountford, (Unisson DDD1009 [CD] RCI ACM38CD1-4 [CD])
- 1990: Fraser MacPherson, Encore (Justin Time JTR8420-1, JTR8420-2)
- 1991: Fraser MacPherson, In the tradition
- 1994: June Katz Katzeye, New shoes blues
- 1994: George Robert Quintet, Tribute (Jazz Focus JFCD004)
- 1994: Ian McDougall, The warmth of the horn (Concord Jazz CCD4652)
- 1998: Ross Taggart, Ross Taggart & Co (Boathouse BHRCD007)